# هانگکن
روستای باستانی هانگکن (به انگلیسی: Hongcun) روستایی در شهرستان یی، استان آن هویی، چین، در جنوب غربی کوهستان هونگ‌شان است. خانه‌هایی با معماری دوارن مینگ و سلسله چینگ در این روستا وجود دارد.این روستا به همراه روستای باستانی زیدی در سال ۲۰۰۰ در میراث جهانی یونسکو به ثبت رسید.

## نگارخانه

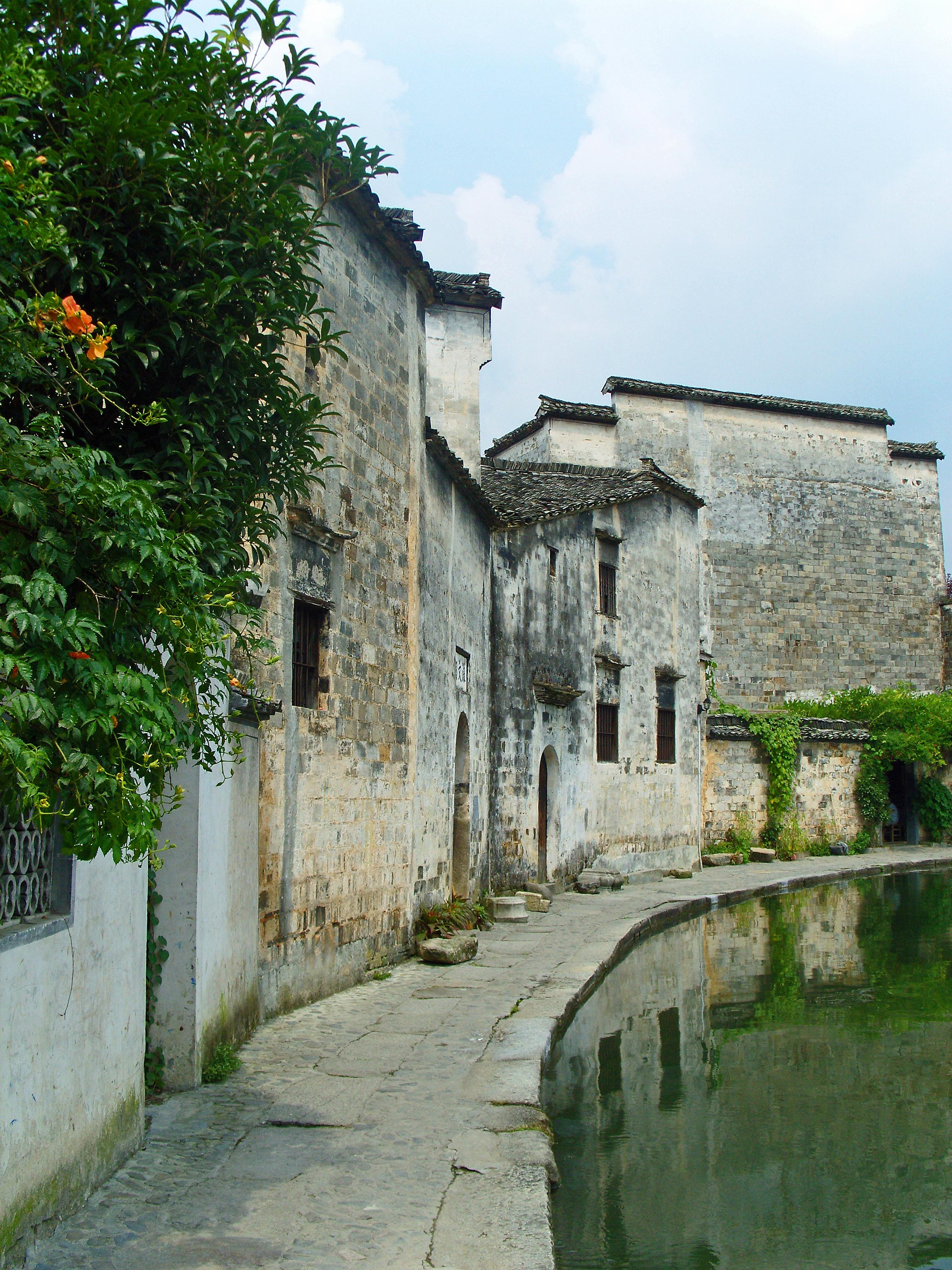
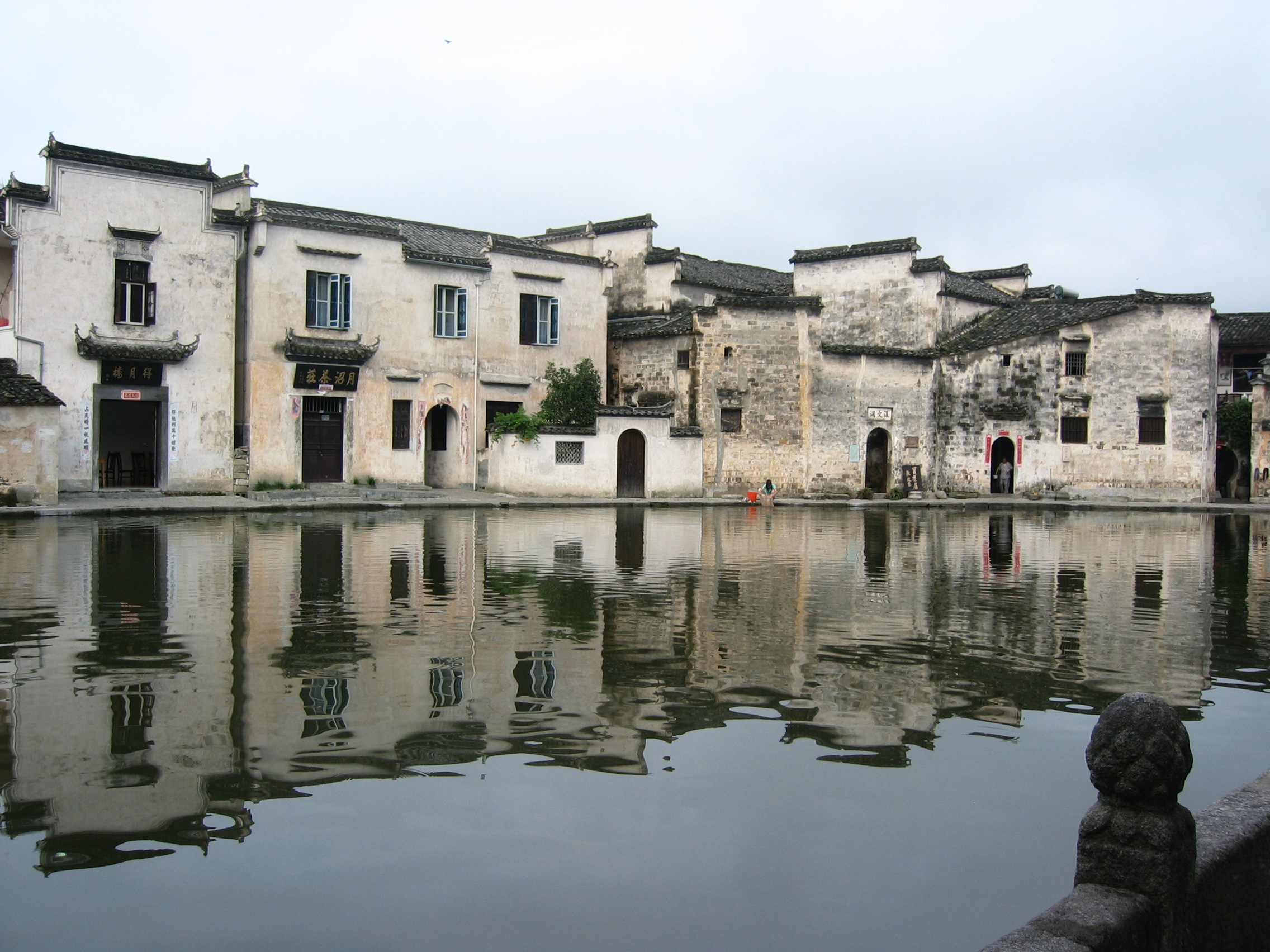